# Jakub Zaleski
Jakub Zdzisław Zaleski (ur. 25 lipca 1898 w Sanoku, zm. prawdop. wiosną 1940 w Katyniu) – inżynier chemik, porucznik artylerii rezerwy Wojska Polskiego, ofiara zbrodni katyńskiej.

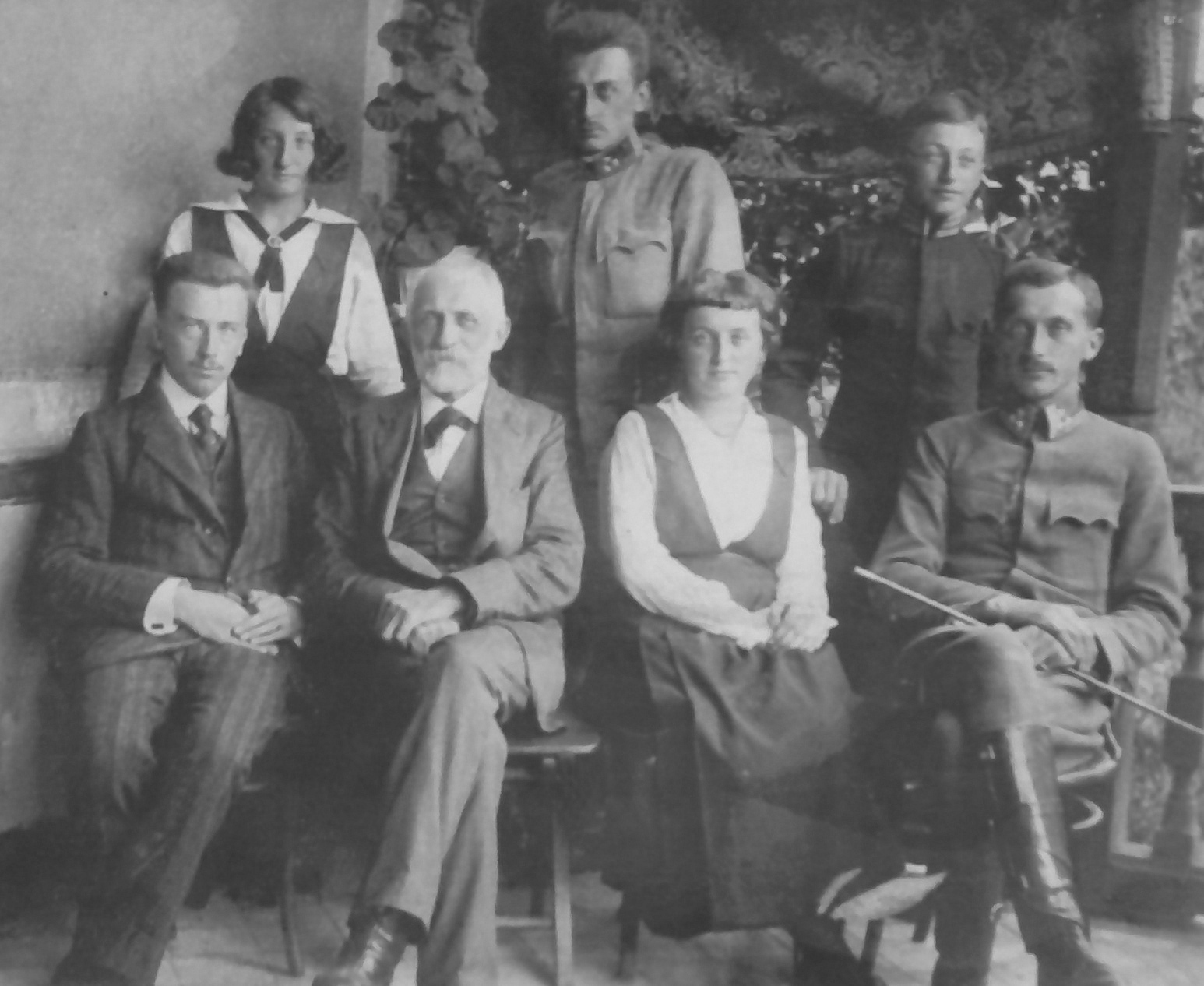
Rodzina Zaleskich (ok. 1912-1918)

## Życiorys
Wnuk Ludwika Zaleskiego z Mikuliczyna, powstańca listopadowego. Urodził się 25 lipca 1898 w Sanoku jako siódme dziecko lekarza i społecznika Karola Zaleskiego (1856-1941) i nauczycielki Wilhelminy z domu Leixner (1859–1912). Miał ośmioro rodzeństwa: (pięciu braci i trzy siostry), byli to kolejno Tadeusz (ur. 1887), Juliusz (ur. 1888), Karol (ur. 1890), Zygmunt Jan (ur. 1892), Władysław (ur. 1894), Maria Elżbieta (1896-1967, po mężu Hanus), Jadwiga (ur. 1900) i Zofia Ludwika (1903-1906, zmarła w dzieciństwie na zapalenie opon mózgowych). Jego ojcem chrzestnym był Leopold Biega. Rodzina Zaleskich zamieszkiwała w tzw. Willi Zaleskich.
7 czerwca 1918 Jakub Zaleski z odznaczeniem zdał egzamin dojrzałości w Państwowym Gimnazjum w Sanoku (w jego klasie byli m.in. Włodzimierz Godłowski i Stanisław Michalski – również ofiary zbrodni katyńskiej). W październiku 1918 rozpoczął studia na Wydziale Budowy Maszyn Politechniki Lwowskiej. U kresu I wojny światowej 1 listopada 1918 ochotniczo do 3 Batalionu Strzelców Sanockich i podczas wojny polsko-ukraińskiej brał udział w walkach o Przemyśl i bitwie o Lwów. 29 grudnia 1918 został oddelegowany na 6-miesięczny kurs karabinów maszynowych w Przemyślu. 15 czerwca 1919 został awansowany do stopnia plutonowego i otrzymał przydział na stanowisko instruktora w kursie karabinów maszynowych Frontu Galicyjskiego na Wołyniu. Na okres od 15 października 1919 do 1 marca 1920 otrzymał urlop w celu kontynuacji studiów. Następnie został przydzielony do 2 pułku Strzelców Podhalańskich w rodzinnym Sanoku. Stamtąd został skierowany na kurs dowódców plutonu i kurs karabinów maszynowych w Centralnej Szkole Instruktorskiej przy Dowództwie Okręgu Generalnego „Kraków” w Woli Justowskiej. Tam funkcjonował dalej jako instruktor. 18 sierpnia 1920 został odkomenderowany do Szkoły Podchorążych Artylerii w Poznaniu. 15 lutego 1921 został awansowany do stopnia podchorążego i przydzielony wpierw do 12 pułku artylerii polowej, a następnie do 13 pułku artylerii polowej, które funkcjonowały na wschodniej granicy II Rzeczypospolitej. Po złożeniu podania, 18 października 1921 został bezterminowo urlopowany, a 12 czerwca 1922 przeniesiony do rezerwy. 8 stycznia 1924 został awansowany do stopnia podporucznika w korpusie oficerów artylerii ze starszeństwem z dniem 1 marca 1921 (zweryfikowany z lokatą 2; w 1923 i 1924 na liście oficerów rezerwy artylerii z lokatą 3). W 1923, 1924 był oficerem rezerwowym przydzielonym do 2 pułku artylerii górskiej, stacjonującym w Przemyślu. W okresie międzywojennym jako rezerwista odbywał ćwiczenia wojskowe w 1 pułku artylerii górskiej w Stryju w 1927. 29 stycznia 1929 został przydzielony do 29 pułku artylerii polowej w garnizonie Grodno. We wrześniu 1929 odbył ćwiczenia w Szkole Strzelań Artylerii w Toruniu. W 1931 odbył kurs w Szkole Gazowej w Warszawie, po czym ćwiczenia w 29 pułku artylerii polowej. W 1934 jako podporucznik rezerwy artylerii był przydzielony do 29 pułku Aatylerii lekkiej i pozostawał wówczas w ewidencji Powiatowej Komendy Uzupełnień Warszawa Miasto III.10 lipca 1935 został awansowany na stopień porucznika ze starszeństwem z 1 stycznia 1935 i 15. lokatą w korpusie oficerów rezerwy artylerii.
W latach 20.  podjął studia na lwowskiej politechnice, które ukończył w 1925 z celującymi wynikami uzyskując tytuł inżyniera chemika. Podczas studiów działał w Bratniej Pomocy. Od sierpnia 1925 był zatrudniony w Fabryce Związków Azotowych w Królewskiej Hucie. W styczniu 1926 objął stanowisko prywatnego asystenta prof. Ignacego Mościckiego na Politechnice Warszawskiej, który od jesieni 1925 kierował na tej uczelni Katedrą Elektrochemii Technicznej. Następnie został zatrudniony w Chemicznym Instytucie Badawczym na warszawskim Żoliborzu. Będąc inżynierem tamże pod koniec 1927 został uznany przynależnym do gminy Sanok. Dokonujący otwarcia tej placówki, już Prezydent RP Ignacy Mościcki jednocześnie uruchomił stworzoną przez Jakuba Zaleskiego próbną instalację do otrzymywania aluminium. Aluminium stanowiło obiekt jego pracy naukowo-badawczej. Na ten temat publikował, w tym w czasopiśmie „Przemysł Chemiczny” oraz uczestniczył i występował na zjazdach i kongresach organizowanych w dziedzinie chemii. Podjął współpracę z urzędami celniczymi, Ministerstwem Robót Publicznych, Komitetem Normalizacji Ministerstwa Przemysłu i Handlu, której przedmiotem była m.in. kwestia materiałów do budowy dróg. Wraz z Ludwikiem Wasilewskim opracował sposób uzyskania aluminium z glin krajowych. Jako następca L. Wasilewskiego został kierownikiem Działu I Przemysłu Nieorganicznego w Chemicznym Instytucie Badawczym. Zasiadał w zarządzie Chemicznego Instytutu Badawczego. Zamieszkiwał przy Instytucie.
Po wybuchu II wojny światowej został zmobilizowany i udał się do mobilizacji macierzystej jednostki 29 Pułku Artylerii Lekkiej w Grodnie. Po agresji ZSRR na Polskę z 17 września 1939 został aresztowany przez Sowietów. Był przetrzymywany w obozie w Kozielsku, jako że jego obecność tam potwierdził w korespondencji do bliskich inny jeniec, por. Stanisław Mantel, także chemik, absolwent Politechniki Lwowskiej i również pracownik Chemicznego Instytutu Badawczego. Prawdopodobnie na wiosnę 1940 został zabrany do Katynia i tam został rozstrzelany przez funkcjonariuszy Obwodowego Zarządu NKWD w Smoleńsku oraz pracowników NKWD przybyłych z Moskwy na mocy decyzji Biura Politycznego KC WKP(b) z 5 marca 1940. Jego nazwisko nie zostało wymienione w dokumentach dotyczących zbrodni katyńskiej, w tym Jakub Zaleski nie znalazł się na liście ekshumacji ciał ofiar dokonanej w 1943 przez Niemców.
Jego brat Juliusz także został ofiarą zbrodni katyńskiej (jego nazwisko znalazło się na Ukraińskiej Liście Katyńskiej). W artykule prasowym o rodzinie Zaleskich z 1982 roku na łamach czasopisma „Podkarpacie” podano, Juliusz zginął podczas II wojny światowej, a Jakub w trakcie kampanii wrześniowej.

## Publikacje
- Techniczne znaczenie hydrolitycznego rozkładu soli glinowych w podwyższonych temperaturach (1931)
- Z laboratoryjnych badań nad mieszankami mineralno-bitumicznemi dla budowy dróg (1933)
- Produkcja litu w elektrolizerze konstrukcji Chemicznego Instytutu Badawczego (1935, współautor: Ludwik Wasilewski)
- O kadmowaniu (1937)
- Zagadnienie budowy krajowego przemysłu aluminiowego (1938)
- Zagadnienie aluminium na tle prac I Ogólnopolskiego Zjazdu Inżynierów-Chemików w Warszawie i I Polskiego Kongresu Inżynierów we Lwowie (1938, referat)
- Z badań nad elektrolityczną rafinacją aluminium (1939, współautor: A. Kotowicz)
- Badania nad glinami krajowymi jako surowcem dla produkcji tlenku glinu (1939, współautor: A. Sarnecki)

## Odznaczenia
- Gwiazda Przemyśla
- Odznaka Honorowa „Orlęta”
- Złoty Krzyż Zasługi (za osiągnięcia w pracy zawodowej)

## Upamiętnienie
Podczas „Jubileuszowego Zjazdu Koleżeńskiego b. Wychowanków Gimnazjum Męskiego w Sanoku w 70-lecie pierwszej Matury” 21 czerwca 1958 nazwisko Jakuba Zaleskiego zostało wymienione w apelu poległych w obronie Ojczyzny w latach 1939–1945 oraz na ustanowionej w budynku gimnazjum tablicy pamiątkowej poświęconej poległym i pomordowanym absolwentom gimnazjum.